# Köln-Aachener-Straße 81 (Bergheim)

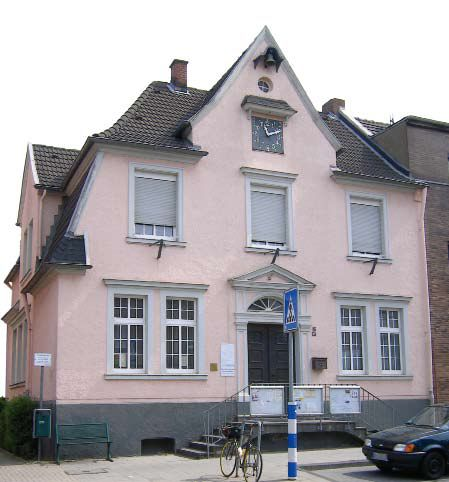
Das alte Rathaus von Quadrath-Ichendorf

Das denkmalgeschützte, alte Rathaus von Quadrath-Ichendorf, befindet sich in der Köln-Aachener-Straße 81 im Stadtteil Quadrath-Ichendorf, einem der 15 Stadtteile der Kreisstadt Bergheim im Rhein-Erft-Kreis gelegen.

## Geschichte und Architektur
Es sollte die Wohnung für den dort stationierten Polizisten, einen Raum für die Meldebehörde und einen Sitzungssaal für den Gemeinderat von Quadrath-Ichendorf enthalten. Am 9. November
1910 fasste der Bürgermeistereirat von Bergheim den Beschluss, in Quadrath ein so genanntes „Gemeindehaus“ zu errichten. Der Bau des Gebäudes erfolgte im Jahr 1911. Als
Architekt engagierte man den Kreisbaumeister Anton Ruland. Am 12. Juni 1912 fand die erste Sitzung des Gemeinderates statt. Der Charakter als öffentliches Gebäude ist noch an der Uhr im Dachgiebel sowie an der darüber angebrachten Glocke erkennbar. Die Glocke wurde früher immer dann geläutet, wenn es amtliche Neuigkeiten zu verkünden galt, zum Beispiel eine gesetzliche Änderung.
Das zweigeschossige Backsteingebäude trägt einen rosafarbenen Verputz und ist mit einem Mansarddach versehen. Der über eine Treppe zu erreichende Eingang besitzt noch das originale Türblatt, das von flankierenden Pilastern eingefasst ist. Auch das segmentförmige Oberlicht und der kleine Giebel als Verdachung reichen in das Jahr 1911 zurück. Die durch Fenster und Tür symmetrisch gegliederte Fassade besitzt einen Zwerchgiebel.

## Heutige Nutzung
1997 wurde das Anwesen grundlegend saniert und dient heute als Wohn- und Geschäftsgebäude.

## Denkmal
Das Gebäude ist mit der Denkmalnummer 128 in der Liste der Baudenkmäler in Quadrath-Ichendorf eingetragen. Die Beschreibung lautet:

Das 1- bis 2-geschossige, verputzte Gebäude schließt an Blockrandbebauung an und hat 2 mansarddachgedeckte Schauseiten. Die Mittelachsen beider Seiten sind betont, an der Straßenseite durch den erdgeschossigen Eingang mit originalem Türblatt, segmentförmigem Oberlicht und Giebel als Verdachung; dazu flankierende Pilaster, über der Traufe Zwerchgiebel mit Okulus, vor dem Eingang Freitreppe; Seitenfassade durch Fensteranordnung und Zwerchgiebel symmetrisch gegliedert, Fenster hochrechteckig, teilweise gruppiert.